# Torneo de Jiangxi 2024
El Jiangxi Open 2024 fue la 8ª edición del torneo de tenis profesional jugado en canchas duras. Se llevó a cabo en Jiangxi (China), entre el 28 de octubre y el 3 de noviembre de 2024. (Se trasladó de la ciudad de Nanchang a Jiangxi).

## Distribución de puntos
| Modalidad           | Campeona | Finalista | Semifinales | Cuartos de final | 2.ª ronda | 1.ª ronda | Clasificadas | 2.ª ronda de clasificación | 1.ª ronda de clasificación |
| Individual femenino | 250      | 163       | 93          | 54               | 30        | 1         | 18           | 12                         | 1                          |
| Dobles femenino     | 250      | 163       | 93          | 54               | 1         | -         | -            | -                          | -                          |

## Cabezas de serie

### Individuales femenino
| Tenista           | Ranking | Preclasificada |
| Marie Bouzková    | 47      | 1              |
| Rebecca Šramková  | 51      | 2              |
| Moyuka Uchijima   | 57      | 3              |
| Jéssica Bouzas    | 60      | 4              |
| Kamilla Rakhimova | 61      | 5              |
| Arantxa Rus       | 77      | 6              |
| Lucia Bronzetti   | 84      | 7              |
| Olga Danilović    | 86      | 8              |
| Anna Bondár       | 94      | 9              |

- Ranking del 21 de octubre de 2024.

### Dobles femenino
| Tenista                         | Ranking | Preclasificada |
| Marie Bouzková Zhang Shuai      | 78      | 1              |
| Jiang Xinyu Wu Fang-hsien       | 96      | 2              |
| Angelica Moratelli Anna Sisková | 148     | 3              |
| Katarzyna Piter Fanny Stollár   | 165     | 4              |

## Campeonas

### Individual femenino
Viktorija Golubic venció a  Rebecca Šramková por 6-3, 7-5

### Dobles femenino
Guo Hanyu /  Moyuka Uchijima vencieron a  Katarzyna Piter /  Fanny Stollár por 7-6(5), 7-5